# Лаба (приток Уакиро)
Лаба — сезонная река (вади) в Эритрее. Река пересыхает в сухой сезон. Русло сливается с вади Уакиро, которое затем впадает в Красное море севернее города Массауа. Вода обычно бывает в русле с начала июля по конец сентября, в период дождливого сезона в горах. Кроме того, с сентября по февраль спорадически случаются короткие наводнения после сильных дождей.

## Характеристика
Среднегодовой расход воды 150 м³/с. Площадь водосборного бассейна составляет 240 тыс. га. Нижняя часть бассейна (примерно четверть его площади или около 60 тыс. га) имеет среднюю высоту 300 м над уровнем моря. Климат засушливый. Дожди в этой части выпадают лишь спорадически, обычно между декабрем и мартом. Для орошения сельскохозяйственных земель используется паводковая ирригационная система. Верхняя часть бассейна (ок. 180 тыс. га) расположена в холмистой и гористой местности с высотами от 1 до 3 тыс. м над уровнем моря. В этой части выпадает от 400 до 600 мм осадков в год, однако дожди выпадают нерегулярно, ежегодные колебания составляют более 20 процентов. Гидрологические данные носят приблизительный характер и в значительной степени основаны на данных о выпадении осадков в других районах Эритреи со схожим климатическим режимом, а также на данных о подобных вади в Йемене, поэтому их следует использовать с осторожностью. Начиная с 1994 года, департамент водных ресурсов Эритреи предпринимал несколько попыток установить датчики, чтобы определить объём сезонного водосброса в вади Лаба. Однако, эти датчики не обслуживаются как следует, и, зачастую, не функционируют. В большинстве случаев, паводки разрушают датчики прежде, чем удается снять с них показания. Даже те данные, что удалось снять, были сохранены на дефектные дискеты и потому оказались недоступны.

## Паводковый режим
Паводок всегда происходит по одинаковому сценарию. В первые полчаса вода стремительно прибывает, затем в течение короткого времени (около 10 минут) удерживается на пиковом уровне, столь же стремительно спадает в течение последующих 0,5—1 часа, после чего убывание замедляется и наступает рецессия, которая длится от нескольких часов до 3—4 суток. Затем русло остается сухим до следующего паводка. Объём паводков непредсказуем, и они случаются нерегулярно. В засушливые годы (1995, 1996, 2002) наблюдалось по девять паводков в течение года. В обильные годы (местные жители употребляют в таких случаях слово тигре reka, что означает «божественная щедрость») паводки бывают более 20 раз. В 1992 году наблюдалось 32 паводка.